# 桐泌确县
桐泌确县，中华民国时期旧县名。
桐柏抗日根据地设。1944年由河南省桐柏、泌阳、确山三县析置。以三县首字为名。1945年抗日战争胜利后撤销，仍划归各县。 